# Hypsicera makiharai
Hypsicera makiharai är en stekelart som beskrevs av Kusigemati 1971. Hypsicera makiharai ingår i släktet Hypsicera och familjen brokparasitsteklar. Inga underarter finns listade i Catalogue of Life.